# 小笠原壱岐守
『小笠原壱岐守』（おがさわらいきのかみ）は、佐々木味津三が1931年（昭和6年）に発表した歴史小説であり、同作を原作とし、1932年（昭和7年）製作・公開、山中貞雄監督による日本の長編劇映画、サイレント映画である。実在の人物である小笠原長行をモデルとする。

## 小説
小説『小笠原壱岐守』の初出は、1931年（昭和6年）4月号から12月号に『オール讀物』誌の連載で、翌1932年（昭和7年）、東京の出版社柳書房から出版されている。小説『小笠原壱岐守』は、青空文庫に収められていない。

## 映画
『小笠原壱岐守』（おがさわらいきのかみ）は、1932年（昭和7年）製作・公開、山中貞雄監督による日本の長編劇映画、サイレント映画である。主演は本作を製作した嵐寛寿郎プロダクションを主宰する嵐寛寿郎である。

### あらすじ
文久2年12月、島津藩行列帰国の途中で、神奈川生麦において列を横断した外人3名が無礼討ちとなった。公使館は賠償金百万両を要求、幕閣は侃々諤々となる。攘夷を唱える水戸公の反対、将軍慶喜の苦悶のまえに、時の宰相小笠原壱岐守長行は独断で賠償金支払いを決めた。この報伝わるや攘夷論者を始め江戸市民は轟々たる非難に湧きかえり、ついに水戸公を黒幕とする決死隊が公使館を焼き打ちにしてしまう。
この存亡の秋に壱岐守長行は一人非戦論を堅持、生麦事件を平和的交渉で解決したものの、売国奴と罵られ、攘夷派の追及を受けて違勅の咎めを受け、四面楚歌の中で京都洛外興正寺に蟄居謹慎の沙汰となるのだった。

### 概要
本作は当初、仁科熊彦監督が撮るはずだったが、仁科監督が雲隠れしてしまい、やむなく山中貞雄が監督することとなった。監督デビュー作『磯の源太・抱寝の長脇差』、第二作『小判しぐれ』が興行的に振るわず、寛プロとしても注力した超大作だったが、山中としては自ら望んでの監督ではなく、乗り気ではなかった。
嵐寛寿郎もプロを挙げて大掛かりな宣伝を行い、「寛プロ全力投球」と称して主題歌の募集まで行った。しかし興行的には大失敗、初日の第一回で観客はわずか五人という惨敗で、あまりの不入りに上映を打ち切る館が続出。映画誌からも「失敗作」と酷評され、4日で興行打ち切りとなった。
アラカン自身は「作品の出来、これは最高に良かった、失敗作やとゆう人もおるが、興行価値は十分あるシャシンでした」、「結局むつかしいシャシンや。芸術大作やという印象でんな、つまり客が入らんように宣伝したんだ」と振り返っている。
当時の映画批評界は寛プロを「B級専門」としてその作品群を一段格下に見る傾向が強く、この映画も不当に冷遇された。次回作『右門捕物帖 三十番手柄 帯解け仏法』が大ヒットしたため、山中はすっかり自信をなくしてしまった。続く『天狗廻状』の脚本を書いてきて、「脚本料はいりません、やめさせて下さい」とアラカンに辞意を伝え、作品完成後寛プロを辞めている。
現在、52フィート（16メートル、上映時間35秒）のフィルム断片が東京国立近代美術館フィルムセンターに所蔵されているのみで、全貌を鑑賞することの不可能な作品である。1986年（昭和61年）に刊行された『山中貞雄作品集 別巻』にシナリオが部分採録されている。

### スタッフ・作品データ
- 監督・脚本 : 山中貞雄
- 原作 : 佐々木味津三
- 撮影 : 藤井春美

- 上映時間（巻数 / メートル） : 107分[7]（13巻 / 2,941メートル）
- フォーマット : 白黒映画 - スタンダードサイズ（1.33:1） - サイレント映画
- 初回興行 : 浅草・常盤座

### キャスト
- 嵐寛寿郎 - 小笠原壱岐守長行・有賀源五左衛門（二役）
- 嵐徳三郎 - 山内容堂
- 嵐璃徳 - 一ツ橋慶喜
- 市川寿三郎 - 小栗上野介
- 玉島愛造 - 水戸中納言
- 今成平九郎 - 松平容保
- 春日清 - 比留間六郎太
- 春路謙作 - 進藤武兵衛
- 頭山桂之助 - 壱岐守用人・洋助
- 菊本久夫 - 壱岐守家臣・村瀬文輔
- 嵐橘右衛門 - 大名
- 尾上紋弥 - 大名
- 徳川邦彦 - 島津久光
- 嵐寛三郎 - 隠密
- 嵐寿三郎 - 隠密
- 松本竜三郎 - 隠密
- 嵐寛二郎 - 隠密
- 沢一男 - 隠密
- 嵐寿之助 - 勤番坊主
- 歌川八重子

## ビブリオグラフィ
国立国会図書館蔵書。
小説
- 『小笠原壱岐守』、柳書房、1932年
- 『佐々木味津三全集 第10巻』、平凡社、1934年
- 『小笠原壱岐守』、講談社、1997年 ISBN 4062620723 - シリーズ大衆文学館

シナリオ
- 『山中貞雄作品集 別巻』、監修佐藤忠男・加藤泰、実業之日本社、1986年 ISBN 4408100439 - 部分採録

## 註
1. ↑  小笠原壱岐守、国立国会図書館、2010年1月18日閲覧。
2. 1 2  OPAC NDL 検索結果、国立国会図書館、2010年1月18日閲覧。
3. ↑  佐々木味津三、青空文庫、2010年1月18日閲覧。
4. ↑  『聞書アラカン一代 - 鞍馬天狗のおじさんは』（竹中労、白川書院）
5. ↑  小笠原壱岐守、東京国立近代美術館フィルムセンター、2010年1月18日閲覧。
6. ↑  山中貞雄作品集 別巻、国立国会図書館、2010年1月18日閲覧。
7. ↑  Film Calculator Archived 2008年12月4日, at the Wayback Machine.換算結果、コダック、2010年1月18日閲覧。